# Lenguas ngumbin
Las lenguas ngumbin o nugumpin son una pequeña familia lingüística de la parte norte de Australia central que incluye las siguientes lenguas (de oeste a este):
- Walmajarri
- Djaru
- Gurindji (gurindji propiamente, bilinarra, wanyjirra, malngin, ngarinynan).
- Mudburra

En 2004, se probó el parentesco filogenético de estas lenguas con las vecinas lenguas ngárrkicas (cuyo principal respresentante es el warlpiri.

## Comparación léxica
Los numerales en las diversas lenguas ngumbin y ngarrka son:
| GLOSA | Ngumbin            | Ngumbin                    | Ngumbin         | Ngumbin                              | Ngumbin                           | Ngarrka                      |
| GLOSA | Walmajarri         | Djaru (Jaru)               | Gurindji        | Mudburra                             | PROTO- NGUMBIN                    | Warlpiri                     |
| ----- | ------------------ | -------------------------- | --------------- | ------------------------------------ | --------------------------------- | ---------------------------- |
| '1'   | kajan kayan        | jaŋi yangi                 | jintaku         | jindaku                              | *cɪnta(ku) *tyinta-/ *jaŋ- *yang- | cɪnta jinta/ jaŋaɭu yangarlu |
| '2'   | kuɾiɲ kurriny      | ɡuɟaɾa gujarra             | kujarra         | kujarra                              | *kuɟaɾa *kujarra                  | cɪɾama jirrama               |
| '3'   | muɾkuɳ murrkurn    | muɾgun murrɡun             | murrkun         | murrkuna                             | *muɾkuna *murrkuna                | 2 + 1                        |
| '4'   | paɟa paja 'muchos' | ɟilawaɟa / ŋuyuru 'muchos' | jarrwa 'muchos' | warrbali / yurrangya/ dardu 'muchos' |                                   | 2 + 2                        |